# L'Amour chez les poids-lourds
Pour plus de détails, voir Fiche technique et Distribution.
L'Amour chez les poids-lourds est un film érotique italo-français de Jean-Marie Pallardy et sorti en 1978. Le film est librement adapté de L'Odyssée d'Homère.

## Fiche technique
- Titre original : L'Amour chez les poids-lourds ou Pénélope et les poids-lourds[1]
- Titre italien : I grossi bestioni
- Réalisation : Jean-Marie Pallardy, assisté de Bruno Zincone et Jean-Claude Strömme
- Scénario : Jean-Marie Pallardy, Oscar Righini
- Photographie : Guy Maria
- Montage : Raimondo Crociani
- Musique : Georges Bacri, Eddie Warner
- Décors : Massimo Bolongaro, Amedeo Mellone
- Production : Bernard Monath
- Sociétés de production : Les Films J.M.P., Consul International Films
- Pays de production :  France -  Italie
- Langue originale : français
- Format : Couleurs par Eastmancolor - 2,35:1
- Durée : 95 minutes - 1,37: - Son mono - 35 mm
- Genre : érotique
- Dates de sortie :
  - Italie : 15 février 1978
  - France : 26 juillet 1978[1]

## Distribution
- Georges Guéret : Jojo
- Nikki Gentile (it) : Jacqueline
- Elizabeth Turner : Pamela
- Jean-Marie Pallardy : Ulysse
- Ely Galleani : Pénélope
- Jean Luisi : Jiji
- Annik Borel : un travesti
- Paola Maiolini : Emily
- Alessandra Vazzoler : la femme borgne
- Liliane Greco : Charlotte
- Ajita Wilson : Calypso
- Gina Rovere :